# Karin Dor
Pour les articles homonymes, voir Derr (homonymie) et Dor.
Kätherose Derr, dite Karin Dor, est une actrice allemande, née le 22 février 1938 à Wiesbaden (Hesse) et morte le 6 novembre 2017 à Munich (Bavière).
Elle est l'actrice fétiche du réalisateur Harald Reinl dans ses films d'après Edgar Wallace et Karl May (Winnetou).

## Biographie
Karin Dor est née le 22 février 1938 à Wiesbaden, la capitale de Hesse. Elle se passionne très vite pour le théâtre et la danse et sa beauté impressionne le réalisateur autrichien Harald Reinl qui l'épouse en 1954. Il la fait finalement travailler pour le film Der schweigende Engel.
La jeune actrice devient une vedette internationale avec ses rôles dans L'Étau d'Alfred Hitchcock et dans On ne vit que deux fois (film de la série James Bond), dans lequel elle joue le rôle d'Helga Brandt.

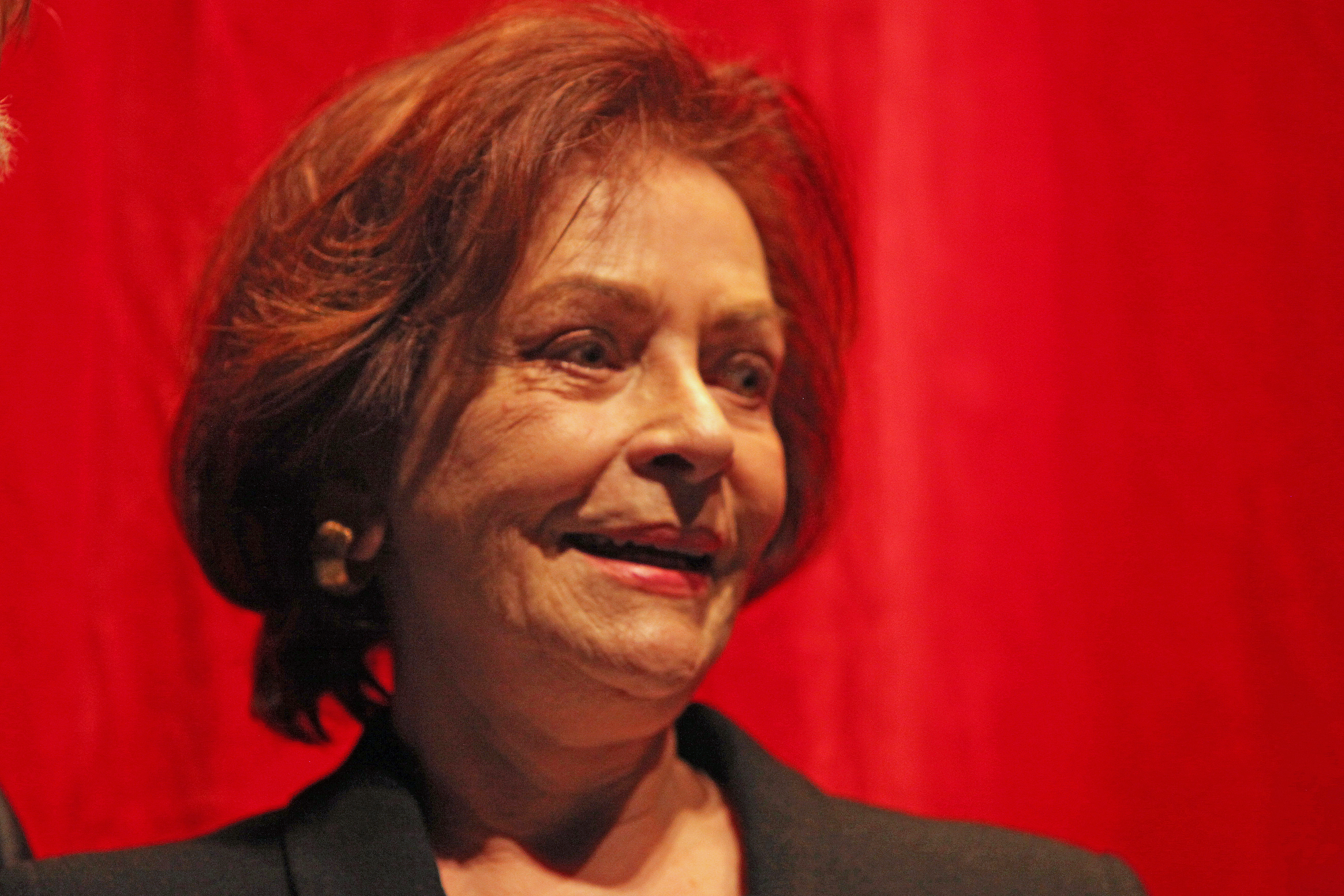
Karin Dor en 2015.

Dans L'Étau d'Hitchcock, dans lequel on voit les actrices blondes, Dany Robin en épouse et Claude Jade en fille du héros, elle est la maîtresse de Frederick Stafford. Une rareté chez Hitchock, une héroïne brune. Dans le film, son plus important, une scène est une des merveilles du film : la caméra la filme par en dessus, fait un travelling en hauteur très lent, qui ne s'arrête qu'au moment où elle s'écroule[Interprétation personnelle ?].
En France, elle tourne avec Denys de La Patellière pour Caroline chérie (1968).
Karin Dor meurt le 6 novembre 2017 dans la ville de Munich. Son fils rapporte sa mort au journal Bild.

## Filmographie
- 1960 : L'Auberge du Cheval-Blanc (Im weiben Rössl) de Werner Jacobs
- 1960 : Scotland Yard contre le masque (de) (Die Bande des Schreckens) d'Harald Reinl
- 1961 : L'Archer vert (de) (Der grüne Bogenschütze) de Jürgen Roland
- 1961 : Le Faussaire de Londres (Der Fälscher von London) d'Harald Reinl
- 1962 : L'Invisible docteur Mabuse (Die unsichtbaren Krallen des Dr. Mabuse) d'Harald Reinl
- 1962 : Le Trésor du lac d'argent (Der Schatz im Silbersee) d'Harald Reinl
- 1963 : L'Araignée blanche défie Scotland Yard (Die weiße Spinne) d'Harald Reinl
- 1963 : Le Secret de la veuve noire (de) (Das Geheimnis der schwarzen Witwe) de Franz Josef Gottlieb
- 1964 : L'Attaque du fourgon postal (Zimmer 13) d'Harald Reinl
- 1964 : Le Trésor des montagnes bleues  (Winnetou 2. Teil) d'Harald Reinl
- 1965 : Le Masque de Fu-Manchu (The Face of Fu Manchu) de Don Sharp
- 1965 : Je la connaissais bien (Io la conoscevo bene) d'Antonio Pietrangeli
- 1965 : Le Moine inquiétant (Der unheimliche Mönch) d'Harald Reinl
- 1966 : Espionnage à Capetown (Upperseven, l'uomo da uccidere) d'Alberto De Martino
- 1966 : Le Carnaval des barbouzes (Gern hab’ ich die Frauen gekillt) d'Alberto Cardone, Louis Soulanes, Sheldon Reynolds et Robert Lynn
- 1966 : Guet-apens à Téhéran (Geheimnis der gelben Mönche) de Manfred R. Köhler
- 1967 : La Vengeance de Siegfried (Die Nibelungen) d'Harald Reinl (film en deux parties)
- 1967 : Le Vampire et le Sang des vierges (Die Schlagengrube und das Pendel) d'Harald Reinl
- 1967 : On ne vit que deux fois (You Only Live Twice) de Lewis Gilbert : Helga Brandt
- 1968 : Caroline Chérie de Denys de la Patellière
- 1969 : L'Étau (Topaz) d'Alfred Hitchcock
- 1970 : Dracula contre Frankenstein (Los monstruos del terror) de Tulio Demicheli
- 1971 : Haie an Bord (de) d'Arthur Maria Rabenalt
- 1974 : Seul le vent connaît la réponse (Die Antwort kennt nur der Wind) d'Alfred Vohrer
- 1977 : Frauenstation de Rolf Thiele
- 1987 : Johann Strauss, le roi sans couronne (Johann Strauß – Der König ohne Krone) de Franz Antel
- 2006 : Je suis l'autre (Ich bin die Andere) de Margarethe von Trotta